# Amnesti
En amnesti (av gr. amnēsti, glömska) är ett beslut av regering eller annan civil myndighet där straff eller annan rättsverkan av brott helt bortdöms eller lindras för en kategori människor (jämför med nåd). Amnesti kan också innebära frihet från åtal. Det krävs ingen ansökan från den eller de personer som berörs. Amnesti används ofta vid politiskt känsliga brott, exempelvis vid legalisering av aborter.